# Aburi
Aburi là một thị trấn thuộc quận Akuapim South của khu vực phía Nam Ghana nổi tiếng với Vườn thực vật Aburi và lễ hội Odwira. Aburi có dân số 18.701 người vào năm 2013.